# Artyleryjskie przygotowanie ataku
Artyleryjskie przygotowanie ataku – jest to pierwszy okres działania artylerii w natarciu, bezpośrednio poprzedzający atak piechoty i czołgów, prowadzony w celu pozbawienia nieprzyjaciela możliwości stawiania zorganizowanego oporu. Cel ten osiąga się poprzez obezwładnianie jego sił żywych i środków ogniowych, artylerii, moździerzy, zniszczenie ważniejszych obiektów fortyfikacyjnych, sparaliżowanie systemu dowodzenia i obserwacji, zniszczenie lub ograniczenie swobody manewru odwodów nieprzyjaciela oraz ewentualne wykonanie przejść w zaporach.